# Iwan Dementjewitsch Tscherski

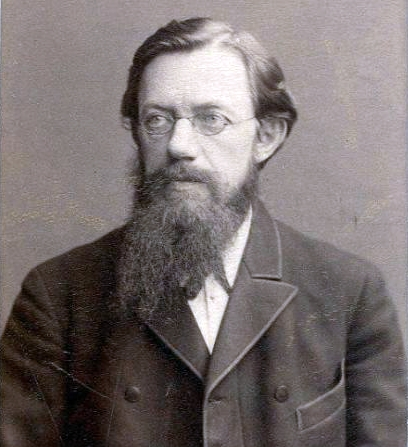
Iwan Dementjewitsch Tscherski

Iwan Dementjewitsch Tscherski (russisch Иван Дементьевич Черский, wiss. Transliteration Ivan Dement'evič Čerskij, polnische Namensform Jan Czerski, russische Ableitung Ян Доминикович Черский/ Jan Dominikowitsch Tscherski; * 3. Maijul. / 15. Mai 1845greg. auf dem Gut Swolna, Ujesd Drissa, Gouvernement Witebsk (heute Belarus); † 25. Junijul. / 7. Juli 1892greg. im Kolymagebiet, Russland) war ein polnisch-russischer Geograph, Geologe, Paläontologe und Forschungsreisender.
Seiner Nationalität nach Pole, wird Tscherski für seine Teilnahme am Polnischen Januaraufstand 1863/64 in die Russische Armee zwangsrekrutiert und nach Omsk in Westsibirien verbannt. Unter dem Einfluss von Grigori Nikolajewitsch Potanin beginnt er in der Umgebung von Omsk mit geologischen und paläontologischen Untersuchungen. 1869 wird Tscherski aus gesundheitlichen Gründen aus dem Militärdienst entlassen und siedelt 1871 nach Irkutsk über. Von 1873 bis 1876 führen ihn Forschungsreisen in den Sajan, das Sajan-Vorland und das Angara-Gebiet. Im September 1877 heiratete er die Tochter seines Irkutsker Hauswirts Mawra Iwanowa, die sich dann an seinen Forschungsreisen beteiligte. 1877 bis 1880 untersucht er den geologischen Aufbau des Baikalufers, 1881 und 1882 die Becken von Selenga und Unterer Tunguska.
1878 formuliert Tscherski die Idee von einer evolutionären Entwicklung der Erdoberfläche. Er legt eines der ersten paläotektonischen Schemata für Sibirien vor, welches dann vom österreichischen Geologen Eduard Suess in seinem Werk „Das Antlitz der Erde“ (1883) verwendet und weiterentwickelt wurde.
1885 wird Tscherski amnestiert und reist auf Einladung der Petersburger Akademie der Wissenschaften nach Sankt Petersburg. Auf dem Weg führt er entlang des Posttraktes von Irkutsk bis zum Ural geologische Beobachtungen durch, macht Abstecher zu den Padun-Stromschnellen der Angara (an deren Stelle heute der Bratsker Stausee aufgestaut ist) und nach Minussinsk.
1892 stirbt er während einer 1891 begonnenen Expedition in die Flussgebiete von Indigirka und Kolyma am Unterlauf der Kolyma nahe der Einmündung des Omolon.
Nach Iwan Tscherski sind benannt:
- das Tscherskigebirge, ein Hochgebirge in Nordostsibirien
- das Tscherskigebirge, ein Mittelgebirge in Transbaikalien (Region Transbaikalien, zwischen Ingoda und Oljokma)
- Gora Tscherskogo (Tscherskiberg), der höchste Gipfel des Baikalgebirges
- das vom Kandat durchflossene Tscherskital am Fuß des Westsajan
- Tscherski, eine Siedlung in der Republik Sacha (Jakutien) (in der Nähe seines Sterbeortes)
- der Tscherski-Fels nahe Listwjanka am Baikalsee
- das Schiff Akademik Tscherski (auch Akademik Cherskiy)